# Juan Blanco de Paz
Juan Blanco de Paz est un religieux dominicain du siècle d'or espagnol. Il naît probablement en 1538 à Montemolín et est connu pour avoir été capturé en Algérie de 1577 à 1592 avec Miguel de Cervantes qui était son codétenu.
Il est descendant d'un converti et avait enseigné au Couvent de Saint-Étienne de Salamanque. Il obtient une commission de l'Inquisition à Llerena en 1576. Au retour de Rome, le 7 août 1577 il est capturé par des pirates berbères et amené en Algérie où il rencontre Cervantes et avec qui il établit une relation. Il dénonce à son maître la quatrième tentative de fuite de l'écrivain et est récompensé par un écu d'or et une jarre de graisse. 
L'information que Cervantes écrit en 1580 lors de sa libération, donne divers témoignages qui reflètent les mauvaises relations entre Blanco et Cervantes. Le religieux aurait durement diffamé l'écrivain, ce qui a lui a permis, paradoxalement, de jouir de l'attention de la critique et des historiens.
Juan Blanco de Paz est libéré le 19 janvier 1592 pour 1000 écus d'or. Après un séjour à  Rome où il laisse des dettes, il retourne en Espagne où il s'offre un poste à la Collégiale de Baza qu'il quitte rapidement. En 1593 il présente un mémoire au Cortes de Castille sur les nombreux excès des personnes qui vont en Berbérie à récupérer les prisonniers et ce qu'il faut changer. Fin 1594, son poste de Baza est considéré comme vacant et son titulaire disparu. 
Il n'existe aucune référence postérieure sur sa vie. Ceán Bermúdez et Díaz de Benjumea lui attribuent le Don Quijote de Avellaneda. Cette hypothèse est cependant totalement écartée aujourd'hui.